# René Duverger
René Duverger (Parigi, 30 gennaio 1911 – Caen, 16 agosto 1983) è stato un sollevatore francese.
Ha partecipato a due edizioni dei giochi olimpici (1932 e 1936) vincendo la medaglia d'oro a Los Angeles 1932 e terminando al 7º posto a Berlino 1936 nella categoria dei pesi leggeri (fino a 67,5 kg). Agli europei ha conquistato tre medaglie nel 1930, 1934 e 1935.